# 57.º governo da Monarquia Constitucional
O 57.º governo da Monarquia Constitucional e 29.º governo desde a Regeneração, nomeado a 25 de dezembro de 1908 e exonerado a 11 de abril de 1909, foi presidido por Artur de Campos Henriques. 
A sua constituição era a seguinte:
| Cargo                                                                                 | Detentor | Detentor                                 | Período                                      |
| ------------------------------------------------------------------------------------- | -------- | ---------------------------------------- | -------------------------------------------- |
| Presidente do Conselho de Ministros                                                   |          | Artur de Campos Henriques (1852–1922)    | 25 de dezembro de 1908 a 11 de abril de 1909 |
| Ministro e Secretário de Estado dos Negócios do Reino                                 |          | Artur de Campos Henriques (1852–1922)    | 25 de dezembro de 1908 a 11 de abril de 1909 |
| Ministro e Secretário de Estado dos Negócios Eclesiásticos e de Justiça               |          | João de Alarcão (1854–1918)              | 25 de dezembro de 1908 a 11 de abril de 1909 |
| Ministro e Secretário de Estado dos Negócios da Fazenda                               |          | Manuel Afonso de Espregueira (1835–1917) | 25 de dezembro de 1908 a 11 de abril de 1909 |
| Ministro e Secretário de Estado dos Negócios da Guerra                                |          | Sebastião Teles (1847–1921)              | 25 de dezembro de 1908 a 11 de abril de 1909 |
| Ministro e Secretário de Estado dos Negócios da Marinha e Ultramar                    |          | António Cabral (1863–1956)               | 25 de dezembro de 1908 a 11 de abril de 1909 |
| Ministro e Secretário de Estado dos Negócios Estrangeiros                             |          | Venceslau de Lima (1858–1919)            | 25 de dezembro de 1908 a 11 de abril de 1909 |
| Ministro e Secretário de Estado dos Negócios das Obras Públicas, Comércio e Indústria |          | Luís Filipe de Castro (1868–1928)        | 25 de dezembro de 1908 a 11 de abril de 1909 |